# Kržulja
Kržulja (lat. Anas crecca) je česta i rasprostranjena patka, koja se gnijezdi u umjerenoj Euroaziji i seli na jug zimi. 

## Rasprostranjenost
Kržulja ima vrlo široku rasprostranjenost. Obitava u cijeloj Europi, ali u pojedinim dijelovima cijelu godinu, dok u drugim samo sezonski. U Zapadnoj i Srednjoj Europi boravi cijelu godinu. Na sjeveru Azije i u Istočnoj Europi boravi u vrijeme parenja. Zimi seli u Južnu Europu, Sjevernu Afriku, Malu Aziju, Južnu i Jugoistočnu Aziju.

## Opis
Kržulja je najmanji postojeća prava patka s 20-30 cm duljine i prosječnom težinom od 340 g kod mužjaka i 320 g kod ženki nesilica. Krila su 17,5 do 20,4 cm dužine, što daje raspon krila od 53-59 cm.
Ima raznobojno perje, koje mijenja boju u vrijeme parenja. Kada nije sezona parenja, mužjak i ženka izgledaju slično, sa žućkasto-smeđim perjem, nešto tamnijim po krilima i leđima. Za vrijeme parenja mužjak ima pretežno sivo perje, s tamnom glavom, žućkasto iza, i bijelu prugu koja prolazi uzduž bokova. Glava i gornji dio vrata su kestenjaste boje, sa širokim i prelijevajućim tamnozelenim prugama u obliku polumjeseca ili suze, koje počinju neposredno prije oka.
To je vrlo društvena patka izvan sezone parenja, a može formirati velika jata. Vrlo je glasna. Obično se nalazi u zaklonjenim močvarama i hrane se sjemenkama i vodenim beskralježnjacima. Anas carolinensis smatrala se (a ponekad još uvijek) podvrstom kržulje.

## Podvrste
1. Anas crecca carolinensis Gmelin, 1789; neki autori vode kao posebnu vrstu, a neki kao podvrstu[1]
2. Anas crecca crecca Linnaeus, 1758
3. Anas crecca nimia Friedmann, 1948

Izvori za podvrste